# Strophanthus bullenianus
Strophanthus bullenianus är en oleanderväxtart som beskrevs av Maxwell Tylden Masters. Strophanthus bullenianus ingår i släktet Strophanthus och familjen oleanderväxter. Inga underarter finns listade i Catalogue of Life.